# سیارک ۱۱۷۷۶
سیارک ۱۱۷۷۶ (به انگلیسی: 11776 Milstein، نامگذاری:3460T-3) یازده هزار و هفتصد و هفتاد و ششمین سیارک کشف شده‌است که در ۱۶ اکتبر ۱۹۷۷ کشف شد.
قدر مطلق سیارک برابر ۲۹٫۵ است.